# Amata marginalis
Amata marginalis là một loài bướm đêm thuộc phân họ Arctiinae, họ Erebidae.